# 김선우 (시인)
김선우(金宣佑, 1970년 ~ )는 대한민국의 시인이다. 강원도 강릉에서 태어나 강원대학교 국어교육과를 졸업했다.

## 약력
1996년 《창작과비평》겨울호에 시〈대관령 옛길〉등 열 편의 시를 발표하면서 등단했다. 현재 '시힘' 동인으로 활동하고 있다. 2004년 제49회〈현대문학상〉, 2007년 제9회〈천상병시상〉을 수상했다.

## 저서

### 시집
- 《내 혀가 입 속에 갇혀 있길 거부한다면》(창작과비평사, 2000) ISBN 8936421948
- 《도화 아래 잠들다》(창비, 2003) ISBN 9788936422295
- 《내 몸속에 잠든 이 누구신가》(문학과지성사, 2007) ISBN 9788932017907
- 《물 밑에 달이 열릴 때》(창비, 2002)
- 《아무것도 안 하는 날》(단비, 2018)

#### 시인의 말
- 《내 혀가 입 속에 갇혀 있길 거부한다면》
서른이다. 공중에서 얼어붙곤 하던 꽃들이 부빙을 이루며 흘러갔다. 나의 혁명이 몽환임을 깨닫게 되기까지, 나의 몽환을 사랑하게 되기까지 오랜 시간이 걸렸다. 그리고 생각건대 내가 진실로 사랑한 것은 모든 생명이 품고 있는 독기였으니. 부디 이 시들이 세상의 소란에 독이 되기를.
- 《도화 아래 잠들다》
더 멀리 가야 한다. 더 큰 고통과 축복의 몸들에게로. 여전히 내 언어는 불화의 쪽에 있지만, 내 속에서 오래도록 나를 불러온 허방으로 두려움없이 가야겠다. 이 생을 사랑하지 않고는 다른 생을 사랑할 수 없음을 늦게 알았다.
- 《내 몸속에 잠든 이 누구신가》
시로 와준 모든 그대들,
사랑한, 사랑하는 그대들께 바친다.

### 기타
- 동화《바리공주》(열림원, 2003)
- 산문집《물 밑에 달이 열릴 때》(창비, 2003)
- 산문집《김선우의 사물들》(눌와, 2005)
- 산문집《내 입에 들어온 설탕 같은 키스들》(미루나무, 2007) ISBN 8936421948
- 산문집《우리말고 또 누가 이 밥그릇에 누웠을까》(새움, 2007)